# 南湾営街駅
南湾営街駅（みなみわんえいがいえき）は、中華人民共和国 江蘇省南京市江寧区に位置する南京麒麟有軌電車の駅である。

## 歴史
- 2017年10月31日: 開業[1]。

## 隣の駅
南京有軌電車
■ 麒麟有軌電車
天泉路駅 - 南湾営街駅 - 天興路駅